# Schweizerisches Dienstleistungszentrum Berufsbildung
Das Schweizerische Dienstleistungszentrum Berufsbildung | Berufs-, Studien- und Laufbahnberatung (SDBB) ist eine seit 2007 existierende Fachagentur der Schweizerischen Konferenz der kantonalen Erziehungsdirektoren (EDK).
Das SDBB ist ein öffentlicher Dienstleister und Verlag für die Berufsbildung und die Berufs-, Studien- und Laufbahnberatung der Schweiz. Es erbringt im Auftrag der Kantone Vollzugs- und Entwicklungsaufgaben in den Bereichen Berufsbildung und Berufs-, Studien- und Laufbahnberatung. Dabei arbeitet es mit den Verbundpartnern (Kantone, Bund, Organisationen der Arbeitswelt) zusammen. Es erfüllt insbesondere die folgenden Aufgaben:
- Informationsdienstleistungen für die Berufsbildung und die Berufs-, Studien- und Laufbahnberatung (BSLB) entwickeln und realisieren;
- Gestützt auf die einschlägigen Bildungsverordnungen Unterlagen für Qualifikationsverfahren erarbeiten;
- Zur Weiterbildung der Fachleute der BSLB beitragen;
- Für den Transfer von Informationen und Ergebnissen von Forschungs- und Entwicklungsprojekten sorgen;
- Die interkantonale Zusammenarbeit bei Dienstleistungen im Bereich der Berufsbildung und der BSLB gewährleisten.[1]